# Grafstede der familie Terwindt
De grafstede der familie Terwindt bestaat uit een grafkelder en grafmonument op begraafplaats Orthen in de Nederlandse stad 's-Hertogenbosch.

## Achtergrond
Het graf van de familie Terwindt bevindt zich aan de westelijke zijde van de Bisschopskapel op de begraafplaats. Het grafmonument werd opgericht na het overlijden van Theodorus Matheus Terwindt (1824-1884), zoon van Hendricus (Hendrik) Terwindt (1789-1852), opzichter bij Rijkswaterstaat, en Catharina Adriana van Roosmalen (1795-1891). Zijn moeder en een aantal andere familieleden werden in het graf bijgezet. Het eclectisch monument werd gemaakt in het atelier van Jan Bolsius.

## Beschrijving
De grafkelder wordt gedekt door een hardstenen liggende plaat met omlijsting en het opschrift "GRAFSTEDE DER FAMILIE TERWINDT". De eenvoudige tombe ernaast heeft een afgeschuinde dekplaat met kruis. De stele aan het hoofdeind loopt taps toe en heeft een bovenbouw met frontons. De bovenbouw wordt bekroond door een urn met doek. De inscriptie aan de voorzijde van het monument luidt: 

ONDER DE SCHADUW DES HEILIGDOMS IN AFWACHTING DER ZALIGE VERRIJZENIS RUSTEN HIER

 Op de tombe en de zijden van de stele zijn de namen van de overledenen vermeld.

## Waardering
Het grafmonument werd in 2002 als rijksmonument in het Monumentenregister opgenomen, onder meer vanwege de "cultuurhistorische waarde als bijzondere uitdrukking van een sociale en geestelijke ontwikkeling, in het bijzonder de ontwikkeling van de katholieke grafcultuur, het is tevens van belang als illustratie van de typologische ontwikkeling van het grafmonument. Het graf heeft kunsthistorisch belang vanwege de kwaliteit van de toegepaste eclectische ornamentiek."